# 武怀亮
武怀亮（?—?），唐朝并州文水县（今山西省文水县）人，武则天的伯父武士讓的儿子。
武怀亮的妻子善氏不以礼对待武则天的母亲荣国夫人。乾封元年（666年）八月丁未，武怀亮的弟弟始州刺史武惟良、淄州刺史武弘度被处死。武怀亮这时早已死去，其妻善氏因武惟良等犯罪被没入后宫为奴，荣国夫人让武则天找借口用成束带刺的树枝鞭打她，直到肉烂见骨而死。